# Serge Ferreira
Pour les articles homonymes, voir Ferreira.

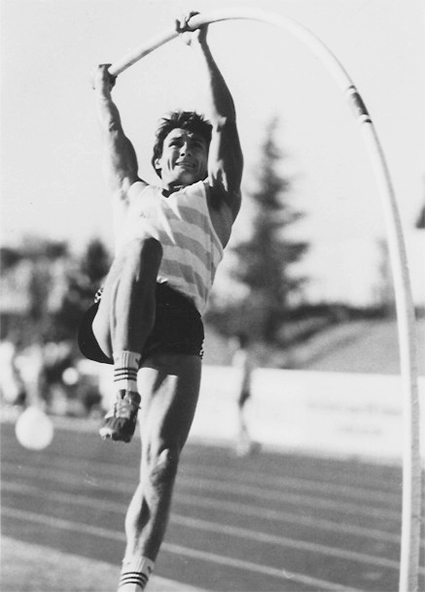
Serge Ferreira

Serge Ferreira (né le 11 août 1959 à Clichy) est un athlète français spécialiste du saut à la perche. 
Finaliste des championnats d'Europe en salle 1983 (11e), il participe l'année suivante aux Jeux olympiques de Los Angeles mais ne franchit aucune barre lors de la finale. Il se classe 7e des championnats d'Europe en salle 1985 et 8e des championnats d'Europe 1986.